# 阿里山斑葉蘭
阿里山斑葉蘭（学名：Goodyera arisanensis）为蘭科斑葉蘭屬下的一个种。

## 扩展阅读
- 維基物種上的相關：阿里山斑葉蘭